# Oktonion
V matematice se pojmem oktoniony označuje rozšíření kvaternionů. Tvoří osmidimenzionální algebru nad reálnými čísly a je neasociativní. Je to nejstarší známý příklad neasociativního okruhu.
Oktoniony tvoří poslední, a tudíž nejobecnější typ tzv. normovaných algeber s dělením (též nazývané Hurwitzovy algebry). Je překvapivé, že existují právě jen čtyři takové algebry: reálná čísla, komplexní čísla, kvaterniony a oktoniony. Principiální rozdíl mezi vektorovými prostory a Hurwitzovými algebrami spočívá právě v operaci dělení: zatímco u vektorů operaci dělení dvou vektorů vůbec nezavádíme (neexistuje), u normovaných algeber s dělením (vzájemně jednoznačná a invertibilní) operace dělení existuje. Hurwitzovy algebry však existují jen ve čtyřech výlučných dimenzích: 1, 2, 4, 8. Dimenze 8 má tedy určité unikátní vlastnosti, dané unikátními vlastnostmi oktonionů. Zatímco reálná čísla, komplexní čísla a kvaterniony mají těsný vztah k regulárním Lieovým grupám typu A, B, C, D, oktoniony mají těsný vztah k tzv. výlučným Lieovým grupám typu G2, F4, E6, E7, E8. Řada teoretických fyziků proto oprávněně usuzuje též na hlubokou roli oktonionů ve fyzice, zejména částicové.
Zřejmě kvůli neasociativnosti, která je zdánlivě „nefyzikální“, jsou oktoniony dosud méně známé i používané než kvaterniony.
Mírou narušení komutativního a asociativního zákona jsou u oktonionů veličiny zvané komutátor a asociátor.

## Historie
Oktoniony byly popsány v roce 1843 Johnem T. Gravesem, nezávisle na něm je publikoval i Arthur Cayley v roce 1845. Proto jsou někdy nazývány Cayleyova čísla.

## Definice
Na oktoniony lze nahlížet jako na osmice reálných čísel, pro které je však – na rozdíl od vektorů – definována vzájemně jednoznačná a invertibilní operace dělení. Každý oktonion je lineární kombinací jednotek, kterými jsou 1, i, j, k, l, li, lj, lk. Oktonion x se dá tedy zapsat ve tvaru
x = x0 + x1 i + x2 j + x3 k + x4 l + x5 li + x6 lj + x7 lk.
kde xa jsou reálná čísla.
Oktoniony se sčítají tak, že se sečtou odpovídající složky (tak jako u komplexních čísel či u kvaternionů), násobí se podle následující tabulky.
| 1  | i   | j   | k   | l   | li  | lj  | lk  |
| -- | --- | --- | --- | --- | --- | --- | --- |
| i  | −1  | k   | −j  | −li | l   | −lk | lj  |
| j  | −k  | −1  | i   | −lj | lk  | l   | −li |
| k  | j   | −i  | −1  | −lk | −lj | li  | l   |
| l  | li  | lj  | lk  | −1  | −i  | −j  | −k  |
| li | −l  | −lk | lj  | i   | −1  | −k  | j   |
| lj | lk  | −l  | −li | j   | k   | −1  | −i  |
| lk | −lj | li  | −l  | k   | −j  | i   | −1  |

## Vlastnosti
Násobení oktonionů není ani komutativní:
ij = −ji ≠ ji
ani asociativní:
(ij)l = −i(jl) ≠ i(jl)